# Lithops divergens
Lithops divergens L.Bolus è una pianta succulenta della famiglia delle Aizoacee endemica del Sudafrica.

## Etimologia
L.divergens deve il suo nome alle sue foglie particolarmente divergenti.

## Descrizione
Le foglie grigie, talvolta con sfumature verdi, crescono in coppie, talvolta facenti parte di gruppi. A differenza della maggior parte delle specie appartenenti al genere Lithops, in L.divergens le due foglie sono nettamente separate tra di loro da una fessura molto larga. Spesso il fiore giallo cresce fino a superare le dimensioni delle foglie.

## Distribuzione e habitat
Il suo areale è costituito dalle Province del Capo, dove la media delle precipitazioni annue è pari a 500 mm.